# مونوگرام

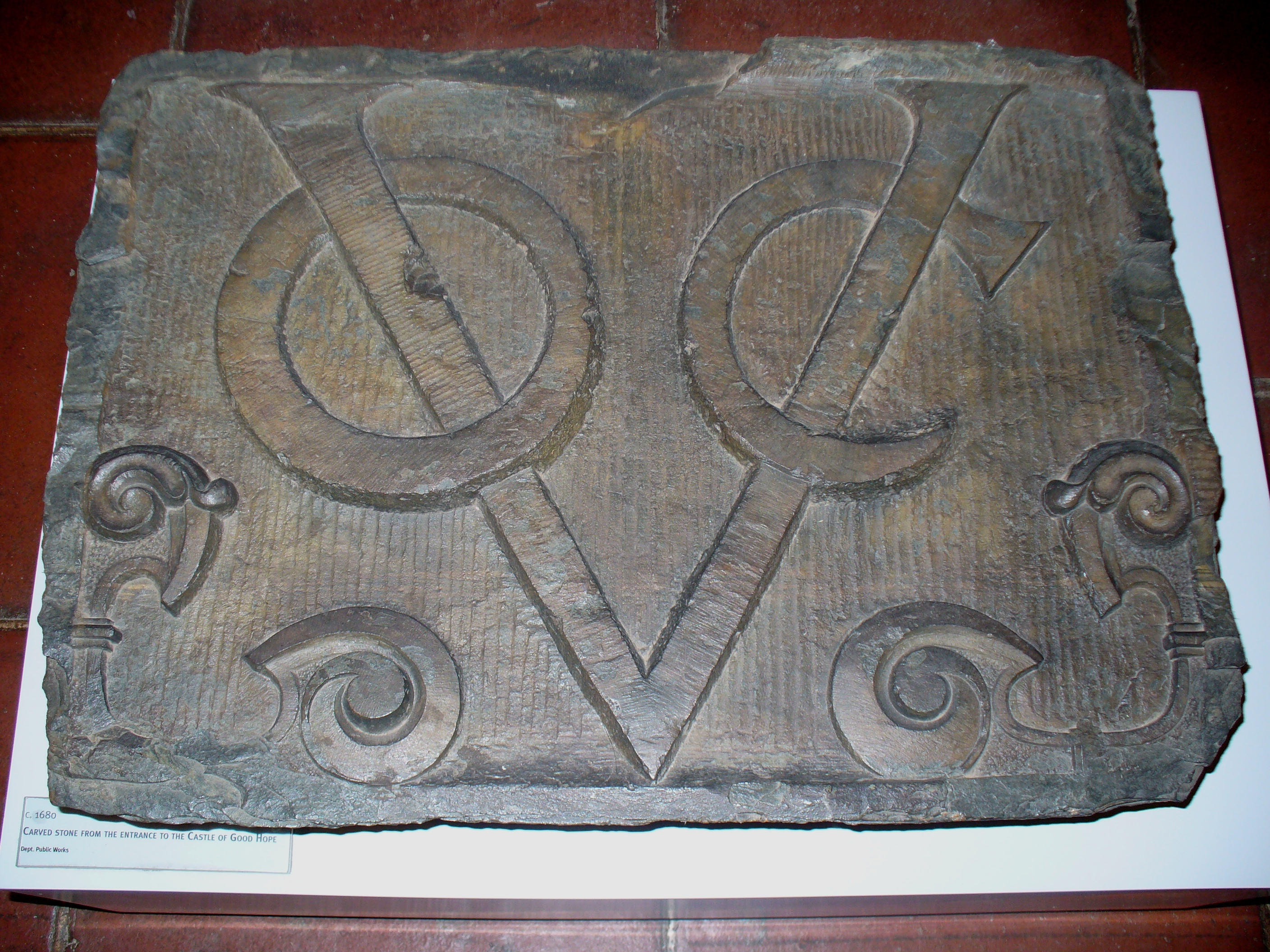
لوگوی مونوگرام کمپانی هند شرقی هلند (به اختصار «VOC») که پیش‌تر بالای ورودی قلعه امید نیک در آفریقای جنوبی بود.

مونوگرام یا تک‌نگار (به انگلیسی: Monogram) موتیفی است که از روی هم قرار گرفتن یا ترکیب دو یا چند حرف یا تک‌نگاره‌های دیگر برای تشکیل یک نماد ساخته می‌شود. مونوگرام‌ها اغلب با ترکیب حروف اول یک فرد یا یک شرکت ساخته می‌شوند که به عنوان نمادها یا لوگوهای قابل تشخیص استفاده می‌شود. یک دنباله از حروف اول غیرترکیبی رمز (مثلاً یک رمز سلطنتی) نامیده می‌شود و یک مونوگرام نیست.

## تاریخچه

مونوگرام «AD» که آلبرشت دورر به عنوان امضا از آن استفاده می‌کرد

مونوگرام‌ها اولین بار در ۳۵۰ سال پیش از میلاد روی سکه‌ها ظاهر شدند. اولین نمونه‌های شناخته شده از نام شهرهای یونانی است که سکه‌ها را صادر کرده‌اند، که اغلب دو حرف اول نام شهر هستند. به عنوان مثال، مونوگرام آکیئا (Achaea) از حروف آلفا (Α) و خی (Χ) به هم پیوسته تشکیل شده‌ است.
مونوگرام‌ها به عنوان امضاء توسط هنرمندان و کارگران صنایع دستی بر روی نقاشی‌ها، مجسمه‌ها و قطعات مبلمان استفاده شده‌ است، به ویژه زمانی که اصناف اقداماتی را علیه مشارکت غیرمجاز در تجارت اعمال می‌کنند. یک نمونۀ معروف از یک مونوگرام که به عنوان امضای هنرمند عمل می‌کند، «AD» است که توسط آلبرشت دورر استفاده می‌شود.

## کریستوگرام

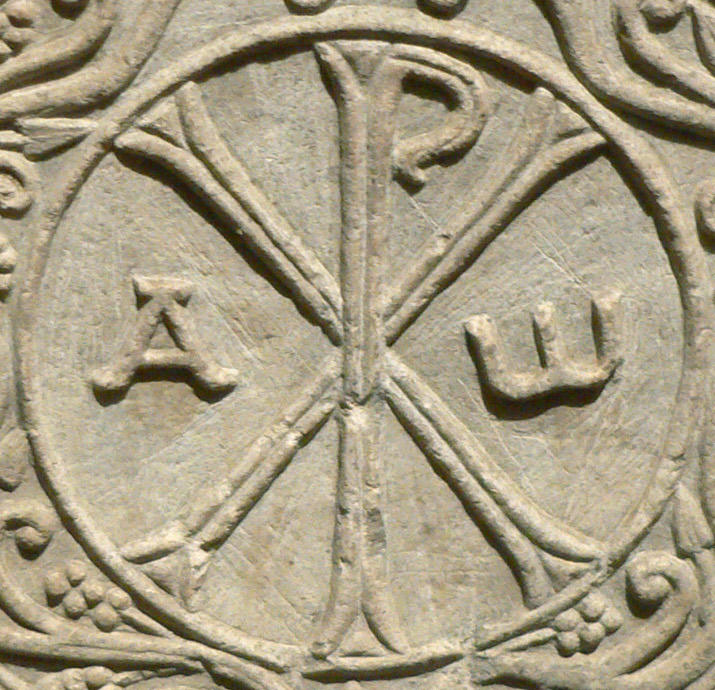
کای-رو، مونوگرام دو حرف اول کلمهٔ یونانی به معنای مسیح

در طول قرن‌ها، مونوگرام‌های نام عیسی مسیح به عنوان سمبل‌های مسیحی استفاده شده‌ است. مونوگرام IX شامل حروف یونانی اولیه نام «عیسی مسیح»، «I» برای Ιησούς، (عیسی به یونانی) و «X» برای Χριστος (مسیح در یونانی) است. کریستوگرام «IHS» که سه حرف اول نام یونانی عیسی را نشان می‌دهد، معمولاً به صورت رمز نوشته می‌شود، اما گاهی اوقات به صورت مونوگرام است.
شاید مهم‌ترین کریستوگرام، کای-رو باشد که از دو حرف اول مسیح تشکیل شده‌ است. این نماد توسط امپراتور روم کنستانتین یکم (۳۳۷–۳۰۶ میلادی) به عنوان بخشی از استاندارد نظامی استفاده شد.

## مونوگرام‌های سلطنتی

کارولوس - امضای-چلیپای شارلمانی

سیگنیوم مانوس (گاهی اوقات به عنوان کریسمون نیز شناخته می‌شود) به رسم قرون وسطی، از دورهٔ مروونژی‌ها تا قرن چهاردهم در امپراتوری فرانک و جانشینان آن، برای امضای یک سند یا منشور با نوع خاصی از مونوگرام یا رمز سلطنتی اشاره دارد.
مونوگرام اسامی پادشاهان به عنوان بخشی از علائم سازمان‌های عمومی در پادشاهی‌ها مانند روی نشان‌های پلیس استفاده می‌شود. این نشان دهندهٔ ارتباط با حکمران است. با این حال، رمز سلطنتی، که در صندوق‌های پستی ستونی شکل بسیار آشناست، از نظر فنی یک مونوگرام نیست، زیرا حروف با هم ترکیب نمی‌شوند.
مونوگرام‌های سلطنتی اغلب بر روی سکه‌ها ظاهر می‌شوند که غالباً توسط یک تاج پوشانده می‌شود. کشورهایی که در گذشته از این دستگاه استفاده کرده‌اند عبارتند از بلغارستان، بریتانیای کبیر، روسیه، سوئد و بسیاری از ایالت‌های آلمان. امروزه، چندین سکۀ دانمارکی دارای مونوگرام مارگرته دوم هستند، در حالی که سکه ۱ کرون نروژی کنونی دارای مونوگرام «اچ۵» (H5) از هارالد پنجم در روی آن است. تنها کشورهایی که از یورو برای داشتن مونوگرام سلطنتی به عنوان نشانِ شناسایی ملی خود استفاده می‌کنند، بلژیک و موناکو هستند. در تایلند، مونوگرام‌های سلطنتی بر روی پرچم هر یک از اعضای اصلی خانوادۀ سلطنتی ظاهر می‌شود.

## مونوگرام‌های فردی

موقعیت‌های مونوگرام روی پیراهن

مونوگرام یک فرد ممکن است به صورت سبک‌وار روی لوازم التحریر، چمدان، لباس یا سایر اقلام شخصی دیده شود. این مونوگرام‌ها ممکن است دو یا سه حرف داشته باشند.
یک مونوگرام ۳ حرفی دارای حروف اول نام خانوادگی فرد، معمولاً بزرگتر است، یا با برخی تلقی خاص در مرکز آن، در حالی که حرف اول نام در سمت چپ آن و حرف اول نام میانی در سمت راست آن ظاهر می‌شود. در نحوۀ نگارش این مطلب برای زنان و مردان تفاوت وجود دارد. به عنوان مثال، اگر نام فرد مری آن جونز باشد، و جونز نام خانوادگی باشد، ترتیب حروف به این صورت خواهد بود: ام‌جی‌ای (MJA)، با نام خانوادگی بزرگتر در مرکز، ام (M) برای مری در سمت چپ و ای (A) برای آن در سمت راست. به‌ طور سنتی، مونوگرام‌های فردی برای مردان بر اساس ترتیب نام است. نام کایل جورج مارتین کی‌جی‌ام (KGM) نوشته خواهد شد.
زوج‌های متأهل یا نامزد ممکن است از مونوگرام‌های دو حرفی از حروف اول در هم تنیده خود استفاده کنند، برای مثال در دعوت‌نامۀ عروسی. زوج‌های متأهل همچنین می‌توانند مونوگرام‌های سه حرفی ایجاد کنند که حروف اول نام خانوادگی مشترکشان را در خود جای دهد. به عنوان مثال، مونوگرام ام‌جی‌ای (MJA) ممکن است برای مایکل و آلیس جونز استفاده شود. با این حال، آداب مونوگرام برای زوج متأهل بسته به موردی که مونوگرام می‌شود، متفاوت است. برای مثال، پارچه‌های کتانی معمولاً ابتدا حروف اول نام خانوادگی زن و سپس حرف اول نام خانوادگی مشترک و سپس حرف اول نام مرد، ای‌جی‌ام (AJM) را ذکر می‌کنند. مونوگرام‌ها را اغلب می‌توان روی پیراهن‌های سفارشی یافت، جایی که می‌توان آن‌ها را در موقعیت‌های مختلف قرار داد.
برخی از مونوگرام‌های شخصی به خودی خود به نمادهای معروفی تبدیل شده‌اند و برای بسیاری فوراً قابل تشخیص هستند، مانند جی. آر. آر. تالکین.

## سایر مونوگرام‌ها

مونوگرام دانشگاه تگزاس

برخی از شرکت‌ها و سازمان‌ها یک مونوگرام برای لوگو، معمولاً با حروف سرواژۀ خود را اتخاذ می‌کنند. به عنوان مثال، دانشگاه تگزاس در آستین، علاوه بر مُهر رسمی و لوگوی تگزاس لانگ‌هورنز، از مونوگرام «یو تی» (UT) (همرنگ آرم لونگ هورنز، نارنجی سوخته) استفاده می‌کند. تیم بیسبال نیویورک یانکیز هم از یک مونوگرام روی نشان کلاه توپ خود استفاده می‌کند. لوگو کانسالیدیتد ادیسون، با یک «ای» (E) گرد در داخل «سی» (C)، به عنوان یک «نماد کلاسیک» توصیف شده‌ است.
لوگوی مونوگرام «وی‌اوسی» (VOC) «کمپانی هند شرقی هلند» (به هلندی: Vereenigde Oost-Indische Compagnie) احتمالاً اولین لوگوی شرکتی شناخته شدهٔ جهانی بود.
بسیاری از شرکت‌های مُد برای لوگو مونوگرام دارند، از جمله لویی ویتون و فندی. لوگوی شرکت متصل «سی‌سی» (CC) که توسط «کوکو شانل» (Coco Chanel) ایجاد شده‌ است، یکی از شناخته شده‌ترین مونوگرام‌های بین‌المللی است.
ویکتور یک مونوگرام از ویکتور لاتین یا ویتور اسپانیایی است که در دانشگاه‌های اسپانیش و هیسپانیک (اسپانیایی) برای تجلیل از دانشجویی که مدرک دکترا دریافت می‌کند، نقش شده‌ است.
ورزشکاران همچنین به عنوان مارک تجاری با لوگوی مونوگرام خود شناخته شده‌اند. به ویژه تایگر وودز و راجر فدرر.

## نمادهای مقاومت در زمان جنگ

«مبارزه برای لهستان» -

یک نمونه قابل توجه از مونوگرام سلطنتی مونوگرام اچ۷ (H7) پادشاه هاکون هفتم نروژ است. در زمان تبعید در طول جنگ جهانی دوم، هاکون هفتم مقاومت نروژ را در برابر اشغال آلمان رهبری کرد و اچ۷ به نمادی تبدیل شد که توسط مردم نروژ برای نشان دادن همبستگی و وفاداری به پادشاه، و تبعیت از جنبش مقاومت نروژ استفاده می‌شد. عمل ترسیم یا ایجاد نماد اچ۷ در نروژ تحت اشغال آلمان مجازات حبس داشت.
به‌طور مشابه، در لهستان در طول جنگ، از مونوگرام «پی‌دبلیو» (PW) به عنوان نماد مقاومت استفاده می‌شد که به دلیل شکل مشخص آن به عنوان «لنگر» (به لهستانی: Kotwica) شناخته می‌شد. معنای آن متفاوت بود، زیرا حروف اول برای بسیاری از شعارهای مختلف مانند «جنگ لهستان»، «قیام ورشو»، «ارتش لهستان» و غیره مفید بود. مانند مثال نروژی بالا، استفاده از آن توسط مقامات اشغالگر نازی مجازات شد.

## تسیرکل (دایره)

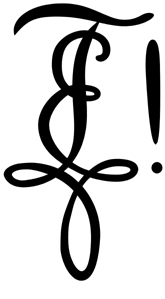
تسیرکل مرکب از E، F، V

در ژرمانوسفر، برخی از جوامع دانشجویی (انجمن برادری) از مونوگرام‌هایی به نام تسیرکل («دایره»، مانند «دایرهٔ دوستان») در صورتی که جامعه هنوز فعال باشد، استفاده می‌کنند که از حرف اولیهٔ نام سازمان و/یا حروف v،c،f یا e،f،v، تشکیل شده‌ است.

## ژاپنی
مونوگرام معمای مصور ژاپنی یک مونوگرام به سبک خاصی است که نامی را از طریق معمای مصور به عنوان شکلی از بازی با کلمات ژاپنی یا جناس بصری هجی می‌کند. امروزه آن‌ها بیشتر در لوگوهای شرکت‌ها یا لوگوهای محصولات دیده می‌شوند.

## نگارخانه

شماری از مونوگرام‌ها
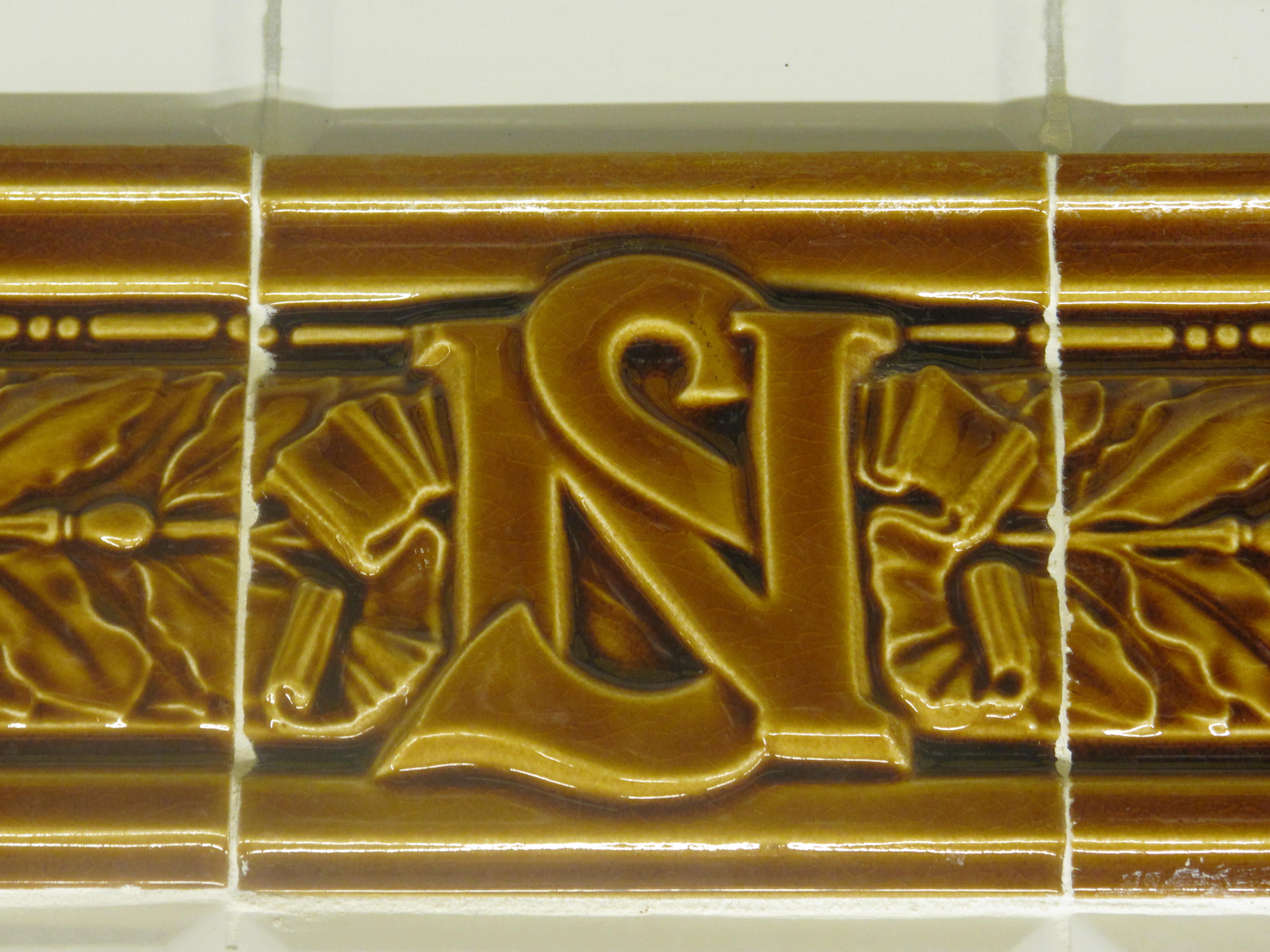
مونوگرام ساخته شده از یک کاشی سرامیکی، در پاریس
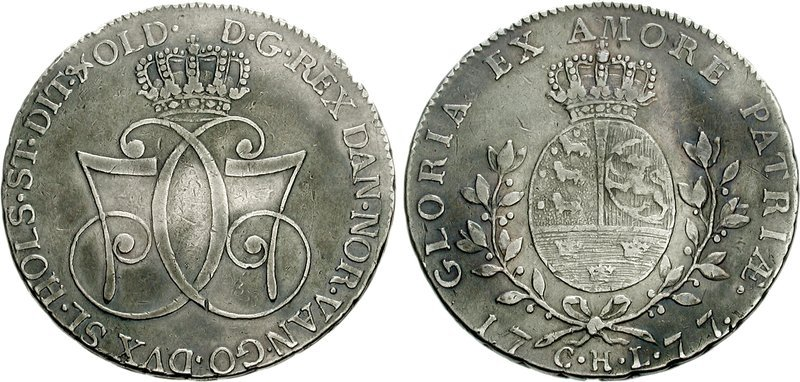
(اسپکیه‌دالر) واحد پول نقرهٔ دانمارک، دارای مونوگرام دوتایی سی۷ کریستین هفتم
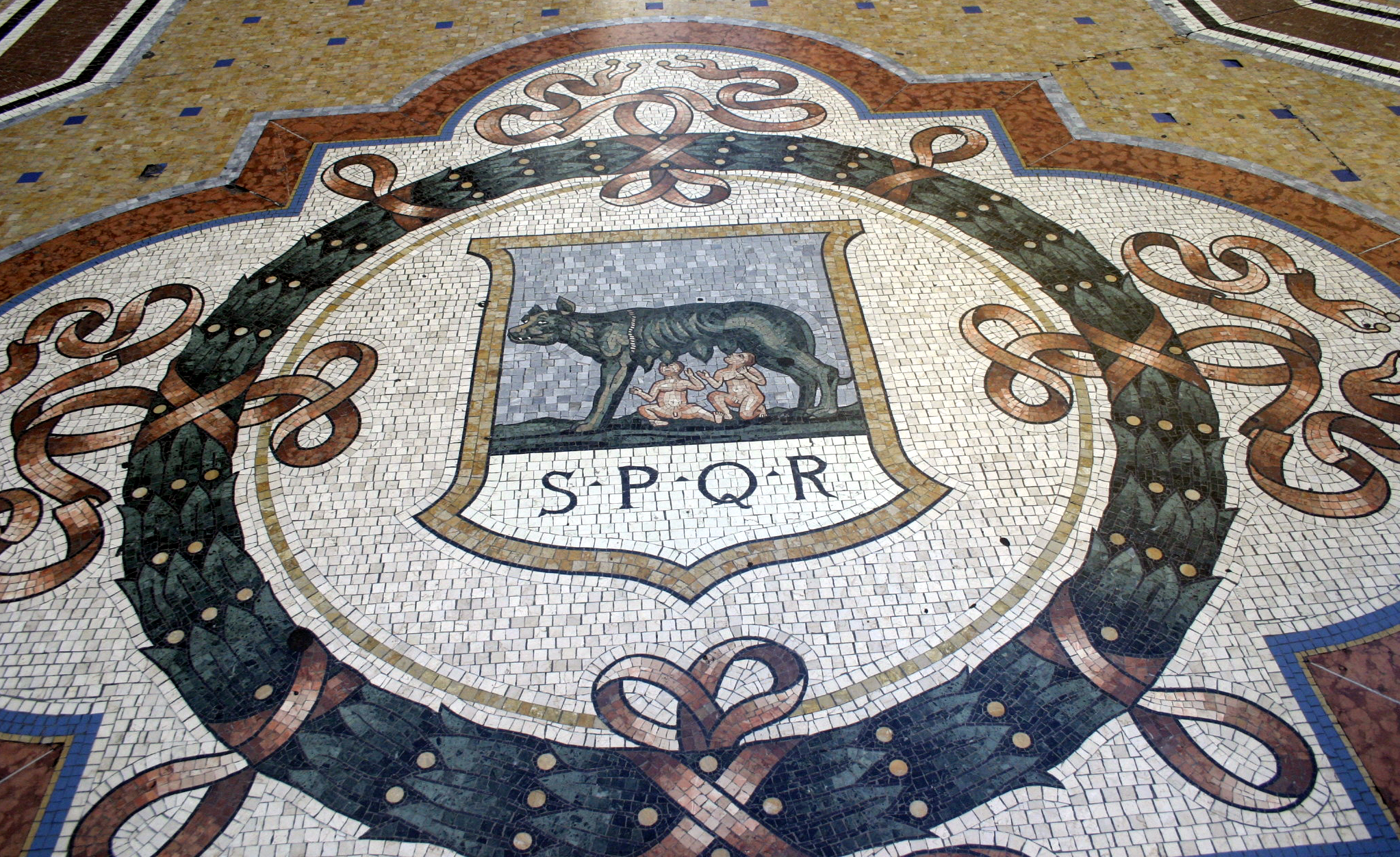
رمز اس‌پی‌کو‌اره، جزئیات از کف موزاییک در گالری ویتوریو امانوئل دوم
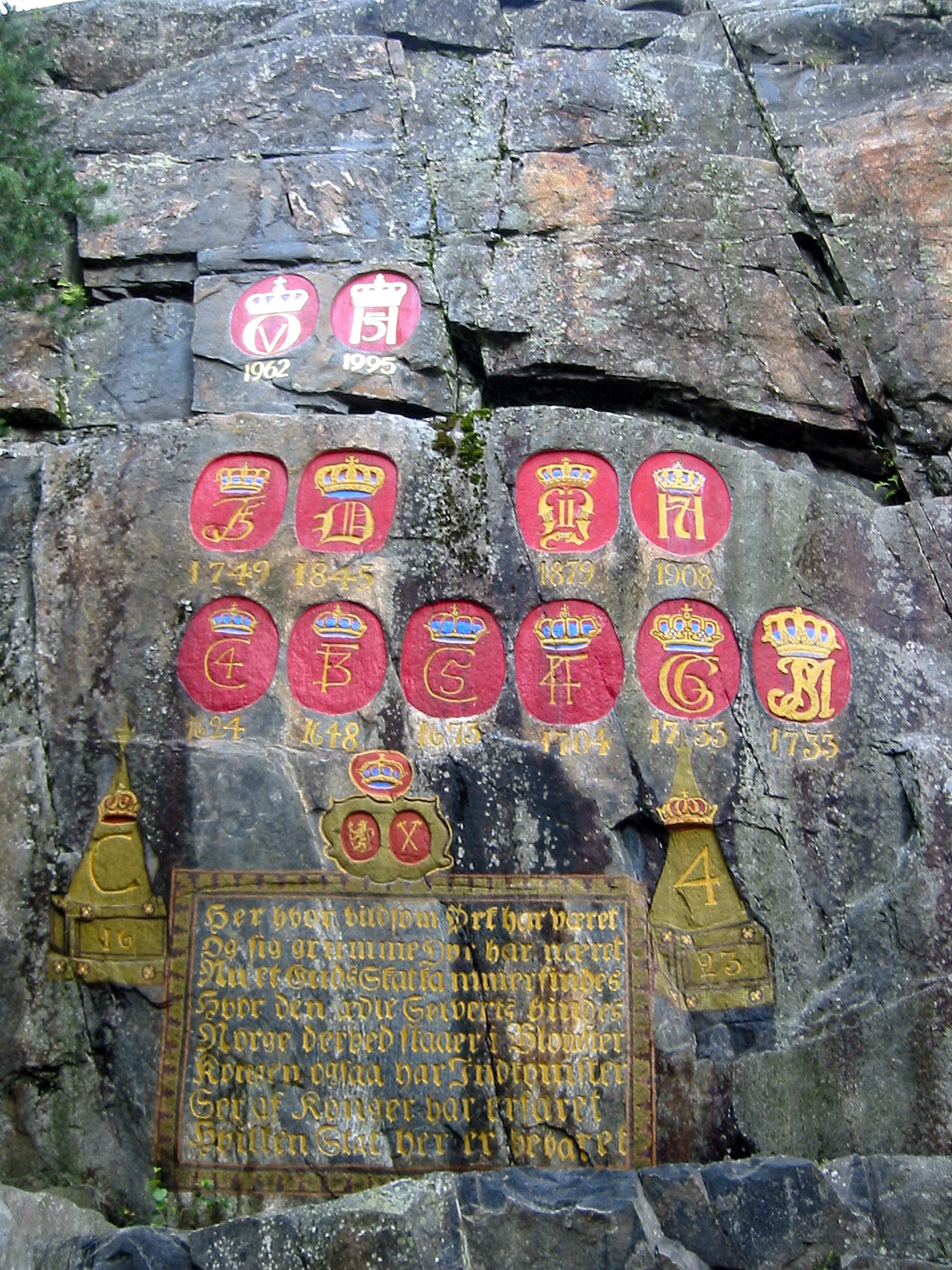
مونوگرام‌های سلطنتی نروژ در دامنه کوه به نشانۀ بازدید سلطنتی از کونگسبرگ از سال ۱۶۲۳ میلادی حک شده‌ است
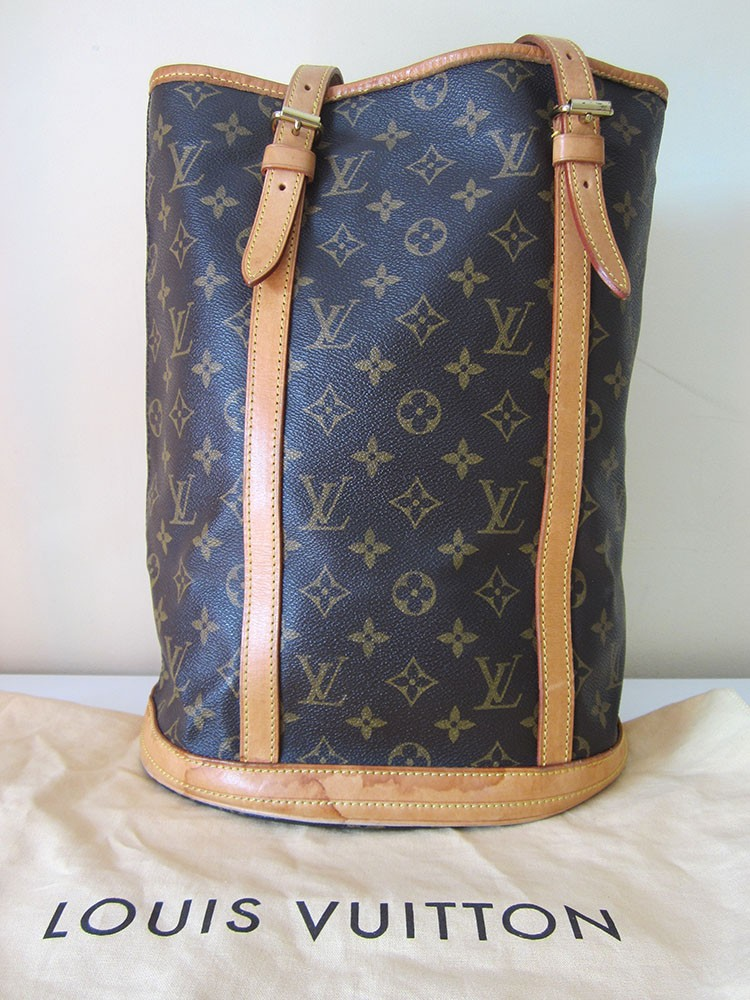
مونوگرام لویی ویتون با الگوی تکرار شده روی کیف دوشی
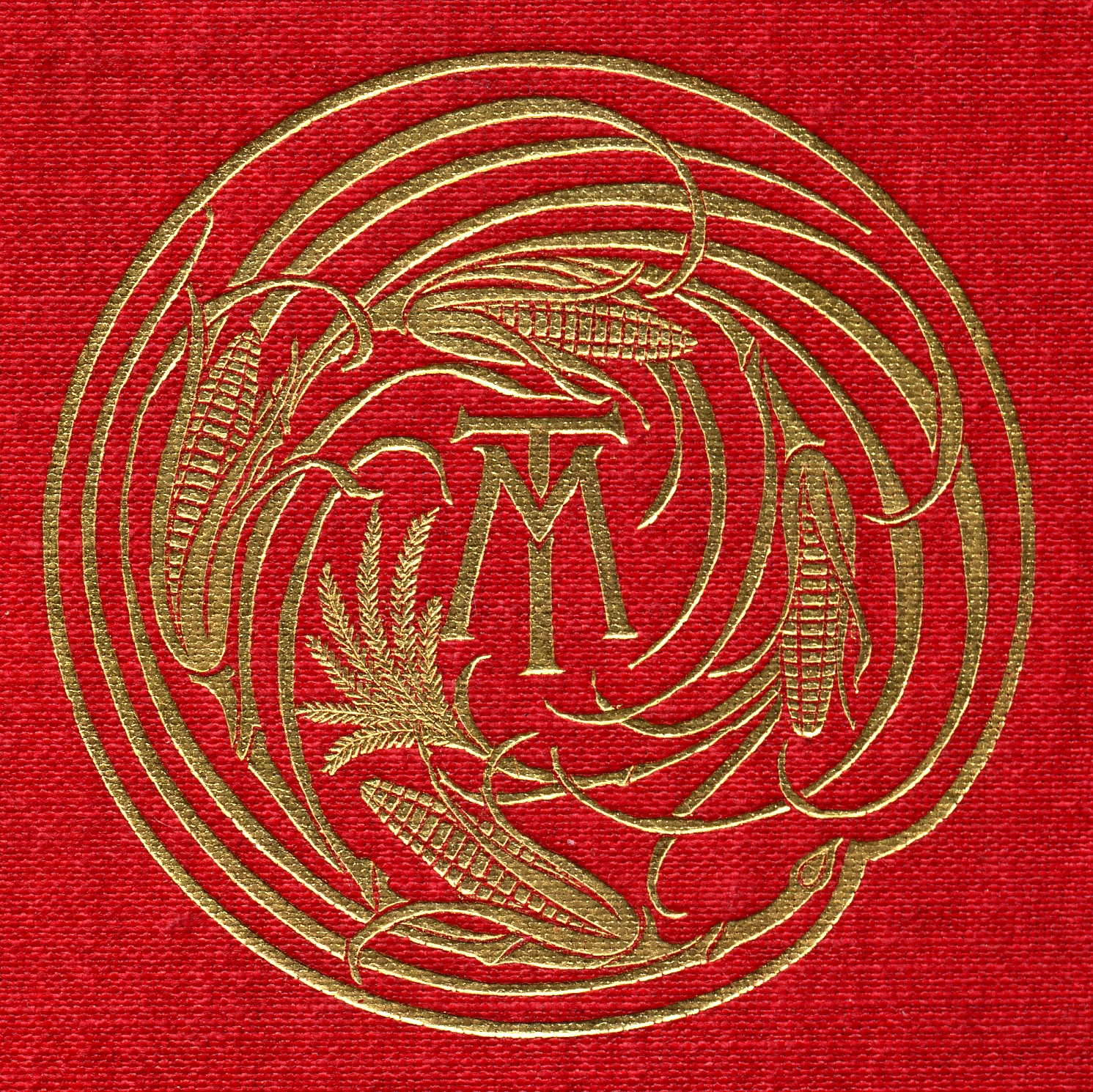
لوگوی روی جلد نسخهٔ ۱۸۹۶ میلادی کتاب «مدعی آمریکایی» اثر: مارک تواین
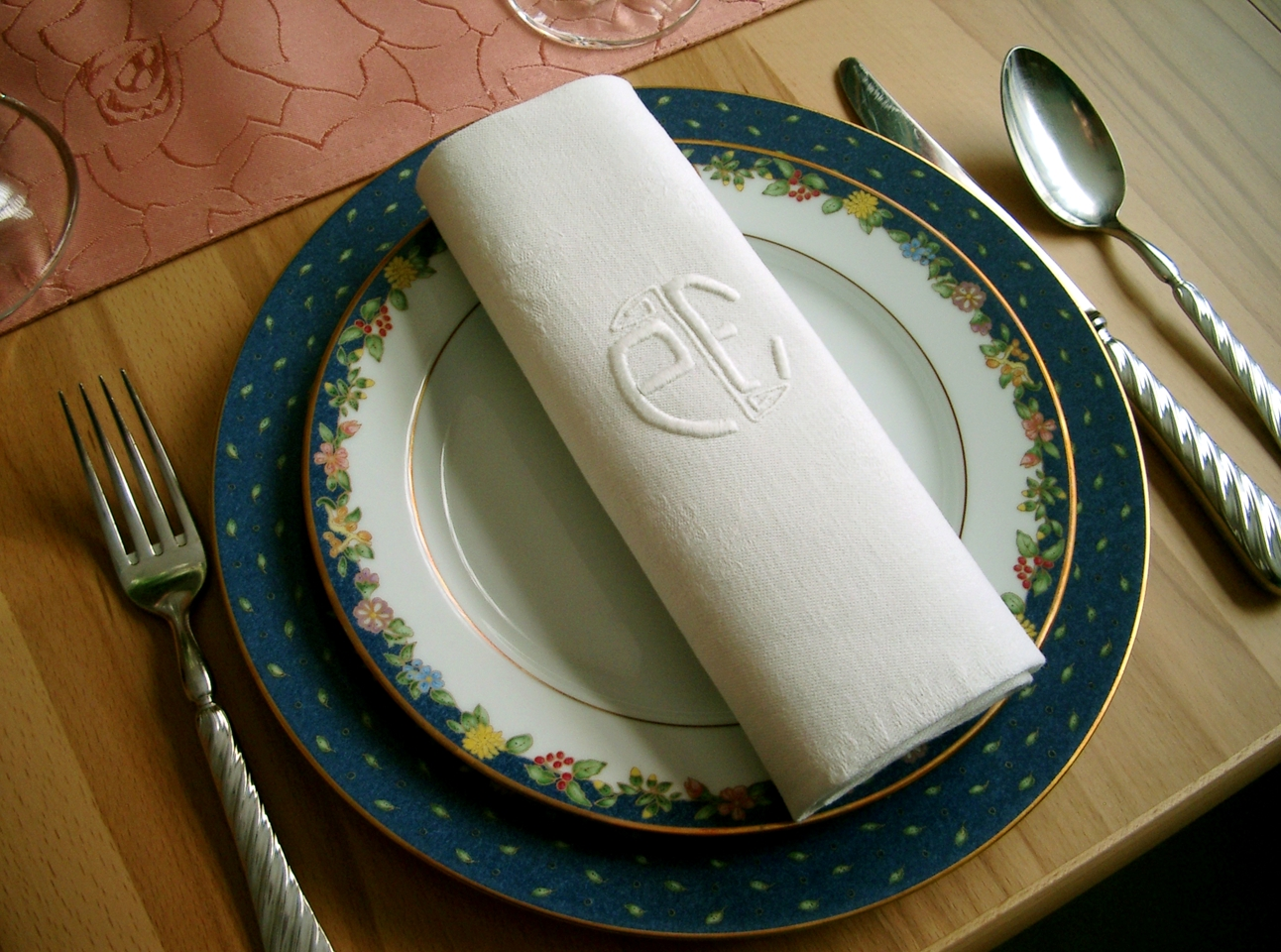
دستمال سفره با مونوگرام گل‌دوزی شده
مونوگرام سلطنتی بوریس سوم پادشاه بلغارستان
مونوگرام سلطنتی پادشاه ماها واجیرالونگکورن تایلند
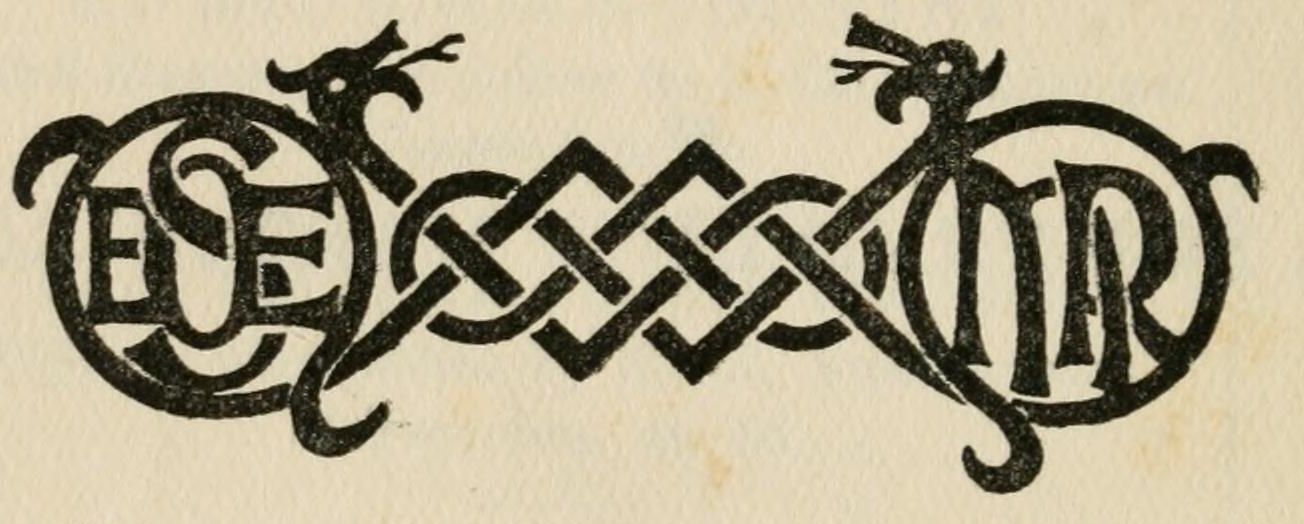
مونوگرام‌های جفت از نویسندگان ادیت انون سامرویل و مارتین راس
رمز مارگاریتا از رومانی